# Alseodaphnopsis rugosa
Alseodaphnopsis rugosa là một loài thực vật thuộc họ Lauraceae. Loài này được Elmer Drew Merrill và Chun Woon Young miêu tả khoa học đầu tiên năm 1935 dưới danh pháp  Alseodaphne rugosa. Năm 2017, Hsi-wen Li và Jie Li chuyển nó sang chi Alseodaphnopsis.
Đây là loài đặc hữu của Trung Quốc. Chúng hiện đang bị đe dọa vì mất môi trường sống.

## Môi trường sống và phân bố
Rừng hỗn hợp trong các thung lũng. Trung Quốc (rời rạc tại Hải Nam, và đông nam Vân Nam?)

## Tên gọi
Tên gọi tại Trung Quốc là 皱皮油丹 (trứu bì du đan, nghĩa là du đan vỏ nhăn). IUCN gọi là Zhou Pi You Dan.

## Mô tả
Cây gỗ cao đến 12 m, đường kính ngang ngực đến 60 cm. Cành thon búp măng, mập, đường kính khoảng 7 mm, nhăn nheo, với các sẹo lá dày đặc ở gần đỉnh. Lá mọc ở đỉnh của cành con, dày đặc và gần như mọc vòng; cuống lá mập, 1,5-2,5 cm; phiến lá màu ánh xanh lục ở mặt xa trục khi khô, màu nâu và bóng loáng ở mặt gần trục, hình trứng-thuôn dài hoặc mác ngược-thuôn dài, 15-36 × 4–10 cm, giống như da, gân giữa màu ánh nâu, nhô cao rõ nét ở mặt xa trục, chìm ở mặt gần trục, gân và gân con dễ thấy, hình lưới, đáy hình nêm, đỉnh nhọn ngắn. Hoa không rõ. Đầu quả gần đầu cành, khoảng 12,5 cm, mập; cuống (6-)8–15 cm, nhẵn nhụi. Quả dẹt, khoảng 2,5 x 3 cm; cuống quả mập, dài 1-1,5 cm, đường kính 5–8 mm ở đỉnh, mọng thịt, đỏ và có mụn cơm khi còn non. Tạo quả tháng 7-12.